# Groblje pri Gospe Sveti
Groblje pri Gospe Sveti (nemško Gröblach) je naselje v Občini Gospa Sveta v Okraju Celovec-dežela na Koroškem v Avstriji.